# Aygut
Aygut (en arménien Այգուտ ; anciennement Gyolkend) est une communauté rurale du marz de Gegharkunik, en Arménie. Elle compte 1 045 habitants en 2008 et comprend le village de Tchapkut.